# Emanuele Giaccherini
Emanuele Giaccherini (5. květen 1985, Bibbiena, Itálie) je bývalý italský fotbalový záložník a reprezentant.

## Reprezentační kariéra
V A-mužstvu Itálie debutoval 10. června 2012 v základní skupině Mistrovství Evropy ve fotbale 2012 v Gdaňsku proti úřadujícímu mistru světa a Evropy Španělsku (remíza 1:1). Itálie se nakonec probila až do finále, v němž se střetla opět se Španělskem a tentokrát mu podlehla 0:4. U toho už Giaccherini nebyl.
Zúčastnil se i Mistrovství Evropy ve fotbale 2016 ve Francii, kde Itálie vypadla ve čtvrtfinále v penaltovém rozstřelu proti Německu.

## Přestupy
Zdroj:
- z Cesena do Juventus za 7 250 000 Euro
- z Juventus do Sunderland za 7 500 000 euro
- z Sunderland do Boloňa za 500 000 euro (hostování)
- z Sunderland do Neapol za 1 500 000 euro
- z Neapol do Chievo zadarmo

## Statistika

### Klubová
| Sezóna                         | Klub                           | Liga                           | Liga   | Liga | Ligové poháry | Ligové poháry | Ligové poháry | Kontinentální poháry | Kontinentální poháry | Kontinentální poháry | Celkem | Celkem |
| Sezóna                         | Klub                           | Soutěž                         | Zápasy | Góly | Soutěž        | Zápasy        | Góly          | Soutěž               | Zápasy               | Góly                 | Zápasy | Góly   |
| ------------------------------ | ------------------------------ | ------------------------------ | ------ | ---- | ------------- | ------------- | ------------- | -------------------- | -------------------- | -------------------- | ------ | ------ |
| 2004/05                        | Forlì                          | Serie C2                       | 22     | 1    | -             | 0             | 0             | -                    | 0                    | 0                    | 22     | 1      |
| 2005/06                        | Bellaria Igea Marina           | Serie C2                       | 30     | 1    | -             | 0             | 0             | -                    | 0                    | 0                    | 30     | 1      |
| 2006/07                        | Bellaria Igea Marina           | Serie C2                       | 7      | 2    | -             | 0             | 0             | -                    | 0                    | 0                    | 7      | 2      |
| Celkem za Bellaria Igea Marina | Celkem za Bellaria Igea Marina | Celkem za Bellaria Igea Marina | 37     | 3    | -             | 0             | 0             | -                    | 0                    | 0                    | 37     | 3      |
| 2007/08                        | Pavia                          | Serie C2                       | 30     | 10   | -             | 0             | 0             | -                    | 0                    | 0                    | 30     | 10     |
| 2008/09                        | Cesena                         | Lega Pro 1 Divisione           | 29     | 5    | IP            | 2             | 1             | -                    | 0                    | 0                    | 31     | 6      |
| 2009/10                        | Cesena                         | Serie B                        | 32     | 8    | IP            | 2             | 1             | -                    | 0                    | 0                    | 34     | 9      |
| 2010/11                        | Cesena                         | Serie A                        | 36     | 7    | IP            | 0             | 0             | -                    | 0                    | 0                    | 36     | 7      |
| Celkem za Cesenu               | Celkem za Cesenu               | Celkem za Cesenu               | 97     | 20   | -             | 4             | 2             | -                    | 0                    | 0                    | 101    | 22     |
| 2011/12                        | Juventus                       | Serie A                        | 23     | 1    | IP            | 4             | 2             | -                    | 0                    | 0                    | 27     | 3      |
| 2012/13                        | Juventus                       | Serie A                        | 17     | 3    | IP+IS         | 3+1           | 0             | LM                   | 4                    | 0                    | 25     | 3      |
| Celkem za Juventus             | Celkem za Juventus             | Celkem za Juventus             | 40     | 4    | -             | 8             | 2             | -                    | 4                    | 0                    | 52     | 6      |
| 2013/14                        | Sunderland                     | Premier League                 | 24     | 4    | AP+ALP        | 3+5           | 0+1           | -                    | 0                    | 0                    | 32     | 5      |
| 2014/15                        | Sunderland                     | Premier League                 | 8      | 0    | AP+ALP        | 2+1           | 0             | -                    | 0                    | 0                    | 11     | 0      |
| Celkem za Sunderland           | Celkem za Sunderland           | Celkem za Sunderland           | 32     | 4    | -             | 11            | 1             | -                    | 0                    | 0                    | 43     | 5      |
| 2015/16                        | Boloňa                         | Serie A                        | 28     | 7    | IP            | 0             | 0             | -                    | 0                    | 0                    | 28     | 7      |
| 2016/17                        | Neapol                         | Serie A                        | 16     | 1    | IP            | 1             | 1             | LM                   | 2                    | 0                    | 19     | 2      |
| 2017/18                        | Neapol                         | Serie A                        | 4      | 0    | IP            | 1             | 0             | LM                   | 0                    | 0                    | 5      | 0      |
| Celkem za Neapol               | Celkem za Neapol               | Celkem za Neapol               | 20     | 1    | -             | 2             | 1             | -                    | 2                    | 0                    | 24     | 2      |
| 2018                           | Chievo                         | Serie A                        | 13     | 3    | IP            | 0             | 0             | -                    | 0                    | 0                    | 13     | 3      |
| 2018/19                        | Chievo                         | Serie A                        | 26     | 3    | IP            | 2             | 0             | -                    | 0                    | 0                    | 28     | 3      |
| 2019/20                        | Chievo                         | Serie B                        | 23     | 5    | IP            | 1             | 0             | -                    | 0                    | 0                    | 24     | 5      |
| 2020/21                        | Chievo                         | Serie B                        | 13     | 2    | IP            | 0             | 0             | -                    | 0                    | 0                    | 13     | 2      |
| Celkem za Chievo               | Celkem za Chievo               | Celkem za Chievo               | 75     | 13   | -             | 3             | 0             | -                    | 0                    | 0                    | 78     | 13     |
| Celkově                        | Celkově                        | Celkově                        | 381    | 63   | -             | 30            | 8             | -                    | 6                    | 0                    | 417    | 71     |

### Reprezentační

#### Na velkých turnajích
| Reprezentace | Rok     | Zápasy             | Zápasy | Zápasy     | Zápasy           | Zápasy           | Zápasy            |
| Reprezentace | Rok     | Fáze turnaje       | Datum  | Soupeř     | Odehraných minut | Vstřelené branky | Výsledek          |
| ------------ | ------- | ------------------ | ------ | ---------- | ---------------- | ---------------- | ----------------- |
| Itálie       | ME 2012 | 1 zápas ve skupině | 10. 6. | Španělsko  | 90               | 0                | 1:1               |
| Itálie       | ME 2012 | 2 zápas ve skupině | 14. 6. | Chorvatsko | 90               | 0                | 1:1               |
| Itálie       | ME 2016 | 1 zápas ve skupině | 13. 6. | Belgie     | 90               | 1                | 2:0               |
| Itálie       | ME 2016 | 2 zápas ve skupině | 17. 6. | Švédsko    | 90               | 0                | 1:0               |
| Itálie       | ME 2016 | Osmifinále         | 27. 6. | Španělsko  | 90               | 0                | 2:0               |
| Itálie       | ME 2016 | Čtvrtfinále        | 2. 7.  | Německo    | 120              | 0                | 1:1 (6:5 na pen.) |

#### Reprezentační branky
| Gól | Datum        | Stadion                                        | Soupeř   | Skóre | Výsledek | Soutěž                                 |
| --- | ------------ | ---------------------------------------------- | -------- | ----- | -------- | -------------------------------------- |
| 010 | 11. 6. 2013  | Estádio São Januário, Rio de Janeiro, Brazílie | Haiti    | 1:0   | 2:2      | Přátelské utkání                       |
| 02  | 22. 6. 2013  | Arena Fonte Nova, Salvador, Brazílie           | Brazílie | 1:1   | 2:4      | Konfederační pohár FIFA 2013 - skupina |
| 03  | 18. 11. 2013 | Craven Cottage, Londýn, Anglie                 | Nigérie  | 2:2   | 2:2      | Přátelské utkání                       |
| 04  | 13. 6. 2016  | Groupama Stadium, Lyon, Francie                | Belgie   | 0:1   | 0:2      | ME 2016 - skupina                      |

## Úspěchy

### Klubové
- vítěz italské ligy (2x)

Juventus: 2011/12, 2012/13
- vítěz italského superpoháru (1x)

Juventus: 2012

### Reprezentační
- 2× na ME (2012 - stříbro, 2016)
- 1× na Konfederačním poháru (2013 - bronz)